# Narthecusa iturina
Narthecusa iturina là một loài bướm đêm trong họ Geometridae.